# 安东狸藻
安东狸藻（學名：Utricularia andongensis）为非洲热带特有的狸藻属食虫植物。其种加词“andongensis”来源于发现地安哥拉的Pungo Andongo。其分布于安哥拉、喀麦隆、中非共和國、刚果民主共和国、加蓬、几内亚、利比里亚、尼日利亚、塞拉利昂、苏丹共和国、坦桑尼亚、多哥、乌干达和赞比亚。其陆生或石生于潮湿的苔藓或岩石上，海拔为240米至1800米。其最初由弗雷德里希·威尔维茨命名。1900年，威廉·菲利普·海恩对其进行了正式描述。